# Jørgen Brahe (rigsråd)
 Der er flere personer med dette navn, se Jørgen Brahe.
Jørgen Brahe til Hvedholm (22. maj 1585 – 12. februar 1661) var en dansk rigsråd. Han var søn af Steen Brahe til Knudstrup og far til Steen Jørgensen Brahe.
Efter at have gået i skole i Sorø og Malmø sendtes han til udlandet med historikeren Pontanus som lærer. I 1604 vendte han tilbage og blev næste år hofjunker hos Christian 4. og som sådan fulgte han kongen på flere rejser til udlandet og deltog også i Kalmarkrigen.
I 1614 blev han lensmand på Rugård, i 1616 på Sæbygård og i 1617 på Hagenskov, og dette sidtsnævnte len beholdt han til sin død. Både som lensmand og som ejer af store godser, heriblandt Brahesborg og Hvedholm, var han særlig knyttet til Fyn, hvor han havde en så indflydelsesrig position, at befolkningen kaldte ham »den lille Konge paa Fyn«. I 1638-42 var han landkommissær på Fyn.
I 1627-28 var han sammen med Christen Thomesen Sehested udsendt til England og Frankrig, i 1633 blev han ridder og i 1644 rigsråd.